# Amfiklia-Elatia
Amfiklia-Elatia (griechisch Δήμος Αμφίκλειας-Ελάτειας) ist eine Gemeinde in der Region Mittelgriechenland. Nach der Volkszählung 2011 hatte die Gemeinde 10922 Einwohner. 
 Verwaltungssitz und Hauptort ist Kato Tithorea.

## Geographie
Die Gemeinde liegt eingerahmt von den Gebirgen des Parnass und des Kallidromo überwiegend im Tal des Kifisos.

## Verwaltungsgliederung
Die Gemeinde Amfiklia-Elatia wurde anlässlich der Verwaltungsreform 2010 aus den zuvor selbständigen Gemeinden Amfiklia, Elatia und Tithorea gebildet. Diese haben seither den Status von Gemeindebezirken. Verwaltungssitz ist die Kleinstadt Kato Tithorea. Das Gebiet der neuen Gemeinde erstreckt sich über 533,843 km².
| Gemeindebezirke | griechischer Name           | Code   | Fläche (km²) | Einwohner 2001 | Einwohner 2011 | Stadtbezirke / Ortsgemeinschaften (Δημοτική / Τοπική Κοινότητα) | Lage |
| --------------- | --------------------------- | ------ | ------------ | -------------- | -------------- | --------------------------------------------------------------- | ---- |
| Amfiklia        | Δημοτική Ενότητα Αμφικλείας | 270201 | 231,008      | 5636           | 4186           | Amfiklia, Drymea, Bralos, Xyliki, Paleochori Dorieon, Tithroni  |      |
| Elatia          | Δημοτική Ενότητα Ελάτειας   | 270202 | 153,980      | 04000          | 03538          | Elatia, Zeli, Lefkochori, Panagitsa, Sfaka                      |      |
| Tithorea        | Δημοτική Ενότητα Τιθορέας   | 270203 | 148,855      | 04759          | 03198          | Kato Tithorea, Agia Marina, Agia Paraskevi, Modi, Tithorea      |      |
| Gesamt          | Gesamt                      | 2702   | 533,843      | 14.395         | 10.922         |                                                                 |      |

## Verkehr
Die Gemeinde liegt an der Bahnstrecke Piräus–Thessaloniki, die hier das Gebirge verlässt. Die Ortsteile Amfiklia und Bralos besitzen je einen Bahnhof an der Strecke.
Die Ethniki Odos 3 verläuft als Hauptstraße durch die Gemeinde.